# Quentin Bernard
Quentin Bernard (Poitiers, 7 luglio 1989) è un calciatore francese, difensore del Digione.

## Biografia
Dopo aver fatto la trafila nel Niort, esordisce nel 2008. Milita qui fino al 2015, quando passa al Digione, dove rimane fino al gennaio 2017 collezionando 9 presenze
Il 2 gennaio 2017 viene acquistato dal Brest